# Nova Guarita
Nova Guarita é um município brasileiro do estado de Mato Grosso. Localiza-se a uma latitude 10º18'47" sul e a uma longitude 55º24'30" oeste, estando a uma altitude de 300 metros. Sua população estimada em 2004 era de 5 540 habitantes.
Possui uma área de 1.091,71 km².

## Últimos prefeitos eleitos
| Ano  | Prefeito         | Partido | Votos | %      | Ref    |
| ---- | ---------------- | ------- | ----- | ------ | ------ |
| 2004 | Catarino         | PT      | 1.733 | 69,24  | [ 6 ]  |
| 2008 | Catarino         | PT      | 1.998 | 69,54  | [ 7 ]  |
| 2012 | Chico da Oficina | PSB     | 1.488 | 52,14  | [ 8 ]  |
| 2016 | Zeca             | PSD     | 1.493 | 50,51  | [ 9 ]  |
| 2020 | Zeca             | DEM     | 1.562 | 100,00 | [ 10 ] |